# Rapid Bukarest (Eishockey)
Rapid Bukarest war eine rumänische Eishockeymannschaft aus Bukarest, die zwischen 1940 und 2002 als Sektion des Sportvereins Rapid Bukarest aktiv war.

## Geschichte
Rapid Bukarest spielte lange Zeit in der rumänischen Eishockeyliga und gewann 1940 zum ersten und einzigen Mal den rumänischen Meistertitel. Zuletzt trat die Mannschaft in der Saison 2000/01 in der rumänischen Eishockeyliga an, ehe die Eishockeyabteilung von Rapid Bukarest 2002 den Spielbetrieb einstellte.

## Erfolge
- Rumänischer Meister (1×): 1940